# Осівка (Житомирський район)
Осі́вка — село в Україні, у Житомирському районі Житомирської області, входить до складу Черняхівської селищної громади. Населення становить 62 особи.